# Fortuna Glacier
Fortuna Glacier är en glaciär i Sydgeorgien och Sydsandwichöarna (Storbritannien). Den ligger i den nordvästra delen av Sydgeorgien och Sydsandwichöarna. Fortuna Glacier ligger 176 meter över havet.
Terrängen runt Fortuna Glacier är kuperad. Havet är nära Fortuna Glacier åt nordost.  Trakten runt Fortuna Glacier är nära nog obefolkad, med mindre än två invånare per kvadratkilometer. Det finns inga samhällen i närheten. 